# Gewricht
Een gewricht (Latijn: articulatio, vaak afgekort als art.) is een verbinding tussen twee of meer botten waarbij beweging mogelijk is. Dit wordt een discontinue verbinding genoemd.
Botten kunnen op verschillende manieren met elkaar verbonden zijn. Het kan zijn dat botten aan elkaar vast zitten door middel van kraakbeen, bindweefsel of een botverbinding. Gewrichten in de vorm van een kraakbeenverbinding (synchondrosis) worden onder meer aangetroffen in de tussenwervelschijven in de wervelkolom. Tussen het spaakbeen (radius) en de ellepijp (ulna) in de onderarm bevinden zich de membrana interossea, een gewricht in de vorm van een bindweefselverbinding (syndesmosis). Gewrichten in de vorm van botverbindingen (synostosis) worden onder meer aangetroffen in het heiligbeen (sacrum). In dit laatste geval wordt ook wel gesproken van een continue verbinding, omdat de botuiteinden helemaal met elkaar vergroeid zijn.
De meest ingewikkelde vorm van een gewricht is een synoviaal gewricht (articulatio synovialis). Kenmerkend voor dit gewricht is dat er een gewrichtsholte aanwezig is die gevuld is met een stroperige vloeistof: de synoviale vloeistof. Dit vocht is bedoeld om de beweging tussen de botten soepel te laten verlopen. In een synoviaal gewricht komen de botuiteinden bij elkaar in de vorm van een gewrichtskop en een gewrichtskom (of gewrichtspan); de botuiteinden zijn bedekt met kraakbeen. Een synoviaal gewricht wordt bij elkaar gehouden door omliggende structuren, die bestaan uit een gewrichtskapsel, gewrichtsbanden, spieren en pezen.
De gewrichtsbanden of ligamenten bestaan uit zeer stug bindweefsel waarmee krachten kunnen worden opgevangen. Andere hulpstructuren die ter versteviging en bescherming in een synoviaal gewricht kunnen voorkomen zijn een meniscus (knie), een kraakbeenring (labrum, bijvoorbeeld in het schoudergewricht) en een slijmbeurs (bursa, in het bijzonder in de schouder, de elleboog en de knie).
Blessures ontstaan vaak omdat een bepaalde hulpstructuur beschadigd raakt bij overbelasting van een gewricht. Voorbeelden zijn het scheuren van een gewrichtsband (bijvoorbeeld de kruisband of de enkelband), de beschadiging van de meniscus of het ontsteken van een slijmbeurs.

## Indeling synoviale gewrichten
Synoviale gewrichten zijn zowel in te delen naar de wijze waarop de verschillende structuren in de gewrichtsholte samenkomen, als naar de bewegingsrichting(en) van de gewrichten.

### Naar structuur
- Enkelvoudige gewrichten: In enkelvoudige gewrichten, articulationes simplices, komen twee botuiteinden samen in één gewrichtsholte. Een voorbeeld van enkelvoudige gewrichten zijn de vingergewrichtjes, de articulationes interphalangeae.
- Meervoudige gewrichten: In meervoudige gewrichten, articulationes compositae, komen meer dan twee botuiteinden samen in één gewrichtsholte. Een voorbeeld van een meervoudig gewricht is het ellebooggewricht, articulatio cubiti.
- Complexe gewrichten: In complexe gewrichten, articulationes complexae, komen ook andere elementen in de gewrichtsholte samen, zoals een meniscus of een labrum. Een voorbeeld van een complex gewricht is het kniegewricht, articulatio genus.

### Naar bewegingsrichting
Eenassige gewrichten: 
- Een scharniergewricht, ginglymus, werkt net als een scharnier in bijvoorbeeld een deur. Er is in dit gewricht maar beweging in één richting mogelijk. Een voorbeeld van een scharniergewricht is het ellebooggewricht, articulatio cubiti.
- Een rolgewricht, articulatio trochoidea, is een gewricht met één as die in het verlengde van een botstuk loopt. Beweging is ook in dit gewricht maar in een richting mogelijk. Een voorbeeld van een rolgewricht is het bovenste spaakbeen-ellepijpgewricht, articulatio radioulnaris proximalis.

Tweeassige gewrichten: 
- Bij een zadelgewricht, articulatio sellaris, liggen twee zadelvormige botdelen op elkaar. Er kan hier om twee assen worden bewogen. Elk oppervlak heeft een bolle en holle kromming. Een voorbeeld van een zadelgewricht is het gewricht tussen de handwortel en het middenhandsbeentje van de duim, articulatio carpometacarpalis I.
- Een eigewricht, articulatio ellipsoidea, heeft een bol en een hol ellipsvormig gewrichtsvlak. Er zijn twee assen en twee bewegingsmogelijkheden. Als samengestelde beweging is ronddraaiing moeilijk. Een voorbeeld van een eigewricht is het polsgewricht, articulatio radiocarpea.

Drieassige gewrichten: 
- Een kogelgewricht, articulatio sphaeroidea, is een gewricht dat bestaat uit een kop en een kom. Dit gewricht heeft veel bewegingsvrijheid, er kan om drie assen worden bewogen. Een voorbeeld van een kogelgewricht is het schoudergewricht, articulatio humeri. Door het schoudergewricht kan een arm voor-, achter- en zijwaarts worden bewogen. Daarnaast kan de bovenarm in zijn eigen lengterichting roteren.
- Een nootgewricht, enarthrosis, is een kogelgewricht waarbij de gewrichtskom het grootste deel van de gewrichtskop omvat. Een voorbeeld van een nootgewricht is het heupgewricht, articulatio coxae.

## Bewegingsmogelijkheden
De bewegingsmogelijkheden van de verschillende gewrichten zijn afhankelijk van de vorm en functionaliteit. Alle bewegingsmogelijkheden worden beschreven vanuit de anatomische houding.
Bewegingsmogelijkheden in het heup- en schoudergewricht:
Exorotatie
Endorotatie
Abductie
Adductie
Anteflexie
Retroflexie
Bewegingen in het knie- en ellebooggewricht:
Flexie
Extensie
Bewegingen in het elleboog- en enkelgewricht:
Pronatie
Supinatie
Bewegingen alleen in het polsgewricht:
Radiaalflexie
Ulnairflexie
Bewegingen in het pols- en enkelgewricht:
Plantairflexie
Palmairflexie
Dorsaalflexie
Inversie
Eversie
Bewegingen in de schoudergordel:
Laterorotatie
Mediorotatie
Protractie
Retractie
Depressie
Elevatie
Bewegingen in de wervelkolom:
Lateraalflexie
Ventraalflexie
Dorsaalflexie
Torsie

## Chirurgie
Artroplastiek is een plastische chirurgische behandeling van een gewricht om de functie te verbeteren. Artrodese is het operatief vastzetten van een onbruikbaar gewricht. Dit wordt soms gedaan om de stabiliteit te herstellen, pijn op te heffen of om verwijdering van (kwaadaardig) tumorweefsel mogelijk te maken zonder amputatie.

## Geleedpotigen
Bij de gewrichten is het exoskelet van geleedpotigen dun en flexibel doordat hier de exocuticula ontbreekt. Ook is het skelet hier gevouwen zodat de ledematen kunnen buigen. De poten van geleedpotigen bevatten meestal bicondylaire gewrichten waarbij aan elke zijde een condylus fungeert als kop die draait in een kom. Hoewel deze gewrichten meestal slechts een vrijheidsgraad kennen, zijn deze eenassige scharniergewrichten bij veel insecten paarsgewijs dicht bij elkaar geplaatst, zodat deze samen vrijwel als kruiskoppeling fungeren. Geleedpotigen kunnen deze eenvoudige vormen gebruiken, omdat de belastingen relatief laag zijn, de cuticula zo hard is en omdat de dragende oppervlaktes dicht bij de rotatieas liggen, zodat de wrijving beperkt blijft. Bij gewervelden moet het oppervlak relatief groter zijn doordat de relatieve krachten hoger liggen en omdat het hier gebruikte kraakbeen veel zwakker is. Gewrichtsbanden zijn niet nodig bij geleedpotigen, omdat de gewrichten onderdeel uitmaken van het exoskelet en deze kunnen dus ook de maximale uitslag niet inperken.

## Websites
- Paula Pot. Sportmassage – Theorie: samenvatting.  hoofdstuk 1

skelet ·  spierstelsel ·  spijsverteringsstelsel ·  ademhalingsstelsel ·  borstholte ·  urinewegstelsel ·  voortplantingssysteem ·  endocrien systeem ·  hart en vaatstelsel ·  lymfevatenstelsel ·  zenuwstelsel ·  zintuigen ·  huid
schedel · wervelkolom · borstkas · borstbeen · schoudergordel · arm · bekkengordel · been

bot · gewricht · botten van de mens